# 巴布什金站
巴布希金站（羅馬化：Babushkinskaya）是莫斯科地鐵的一個車站，站名來自於車站所在的地區。巴布希金站是卡盧加－里加線的車站，開通於1978年9月30日。